# 1954 في كندا
فيما يلي قوائم الأحداث التي وقعت خلال عام 1954 في كندا.

## سياسة

### تعيين في المنصب
- 12 يناير – ويليام روس ماكدونالد المحامي العام لكندا [الإنجليزية]‏.

### انتهاء فترة المنصب
- 31 مارس – جون والتر جونز عضو مجلس الشيوخ الكندي ‏.

## مواليد

### يناير
- 1 يناير – إيلين موفات
- 1 يناير – باتريسيا يونغ شاعرة كندية.
- 1 يناير – باري بلير
- 1 يناير – برايان شو مصرفي كندي.
- 1 يناير – بيتر بيرنس
- 1 يناير – بيل بلير سياسي كندي.
- 1 يناير – جوان ماكلويد كاتبة كندية.
- 1 يناير – جون باركر سياسي كندي.
- 1 يناير – دون مورين سياسي كندي.
- 1 يناير – ريتشي مان سياسي كندي.
- 1 يناير – رينيه بيلارغيون نفسانية من الولايات المتحدة الأمريكية.
- 1 يناير – شارون إي. مكاي كاتبة كندية.
- 1 يناير – غابرييل روز ممثلة كندية.
- 1 يناير – فرانك كوربيت سياسي كندي.
- 1 يناير – فرانك كول مستكشف كندي.
- 1 يناير – فيكتوريا ماثيوز قسة كندية.
- 1 يناير – كاثي جانون صحفية كندية.
- 1 يناير – كولين ميرفي كاتبة كندية.
- 1 يناير – كين واتكن محامي كندي.
- 1 يناير – لوسي إدواردز دبلوماسية كندية.
- 1 يناير – ليه بارتلي
- 1 يناير – ميخائيل بيلي
- 1 يناير – نينا مونتيانو
- 1 يناير – هيلين بارسيلو
- 2 يناير – جون ستيوارت لاعب هوكي جليد كندي.
- 3 يناير – دين هارت
- 9 يناير – نيل سميث لاعب هوكي جليد كندي.
- 13 يناير – فرانك تورنبول لاعب هوكي جليد كندي.
- 17 يناير – لويس بريفوست
- 19 يناير – بوب يانغ
- 30 يناير – كولن كارتر

### فبراير
- 11 فبراير – برايان كينسلا لاعب هوكي جليد كندي.
- 11 فبراير – كين هيوز سياسي كندي.
- 11 فبراير – ميشيل ديون لاعب هوكي جليد كندي.
- 13 فبراير – دون هاي لاعب هوكي جليد كندي.
- 13 فبراير – ويليام فيرغسون سياسي كندي.
- 21 فبراير – غريغ هولست لاعب هوكي جليد كندي.
- 24 فبراير – بوب بلانشت لاعب هوكي جليد كندي.
- 24 فبراير – سيد ماير مبرمج ومصمم ومنتج ألعاب أمريكي.
- 24 فبراير – ليندا مور لاعبة كرلنغ كندية.

### مارس
- 2 مارس – إد جونستون لاعب هوكي جليد من الولايات المتحدة الأمريكية.
- 3 مارس – تيم هنتر لاعب كرة قدم أمريكي.
- 4 مارس – كاثرين أوهارا
- 10 مارس – كام بوتينغ لاعب هوكي جليد كندي.
- 11 مارس – روب رايت موسيقي كندي.
- 13 مارس – روبن دوق ممثلة كندية.
- 17 مارس – كولن شو مُجدّف كانوي كندي.
- 17 مارس – لاري هوبكينز لاعب هوكي جليد كندي.
- 18 مارس – تشاك لابل موسيقي كندي.
- 18 مارس – جون هيوز لاعب هوكي جليد كندي.
- 19 مارس – دان كاري
- 27 مارس – باول بينيت لاعب كرة قدم كندي.
- 30 مارس – برايان فيليبس سبّاح كندي.

### أبريل
- 1 أبريل – نورمان بيتس سياسي كندي.
- 5 أبريل – قاي برتراند
- 7 أبريل – غيري فيتش
- 7 أبريل – كلارك غيليز لاعب هوكي جليد كندي.
- 17 أبريل – رودي بايبر
- 17 أبريل – لاري تريمبلي كاتب كندي.
- 19 أبريل – بوب روك
- 23 أبريل – نانسي هيغينز
- 24 أبريل – شانتال إيبرت صحفية كندية.
- 26 أبريل – بيتر بوهم دبلوماسي كندي.
- 30 أبريل – تشارلز كونستانتين لاعب هوكي جليد كندي.

### مايو
- 1 مايو – جويل روزنبرغ
- 2 مايو – باول إيفانز لاعب هوكي جليد كندي.
- 3 مايو – بيل هاتاناكا لاعب كرة قدم كندي.
- 3 مايو – روبي مور لاعب هوكي جليد كندي.
- 3 مايو – كيفن كيمب لاعب هوكي جليد كندي.
- 5 مايو – بروس أفليك لاعب هوكي جليد كندي.
- 8 مايو – رون أشتون لاعب هوكي جليد كندي.
- 14 مايو – داني غار لاعب هوكي جليد كندي.
- 16 مايو – دافيد ويليامز
- 18 مايو – مايكل إي. روز
- 19 مايو – بيتر إليوت
- 25 مايو – بيل ريد لاعب هوكي جليد كندي.
- 29 مايو – كيفن فيليبس سياسي كندي.
- 30 مايو – ستيفن جنسن كهنوت كندي.
- 30 مايو – غريغ جولي لاعب هوكي جليد كندي.
- 31 مايو – ادمون بلانشارد سياسي كندي.

### يونيو
- 1 يونيو – مارك كارون
- 3 يونيو – دان هيل مغني كندي.
- 3 يونيو – والي وير لاعب هوكي جليد كندي.
- 10 يونيو – إستر ديليسل
- 13 يونيو – لانس كينزي
- 16 يونيو – توني وايت لاعب هوكي جليد كندي.
- 18 يونيو – جيري ريد سياسي كندي.
- 19 يونيو – جيم كورسي
- 20 يونيو – جاك كوسيت لاعب هوكي جليد كندي.
- 21 يونيو – بوب بورن لاعب هوكي جليد كندي.
- 21 يونيو – غوردون هنري
- 27 يونيو – برايان باي لاعب هوكي جليد كندي.

### يوليو
- 2 يوليو – ديف لوغان لاعب هوكي جليد كندي.
- 3 يوليو – بول ديسماريه جونيور رجل أعمال كندي.
- 7 يوليو – ستيف جيلكريست سياسي كندي.
- 9 يوليو – كيفن أوليري
- 11 يوليو – ريك فرازير لاعب هوكي جليد كندي.
- 12 يوليو – توم برايس لاعب هوكي جليد كندي.
- 12 يوليو – ديف إروين متزحلق جبال الألب كندي.
- 15 يوليو – برستون يونغ
- 18 يوليو – بوب كاميرون لاعب كرة قدم كندي.
- 19 يوليو – جين إيتون هاميلتون شاعرة كندية.
- 20 يوليو – كيث سكوت
- 21 يوليو – جان بيرنير لاعب هوكي جليد كندي.
- 22 يوليو – بيير ليبو ممثل كندي.
- 22 يوليو – ويليام روبرتس سياسي كندي.

### أغسطس
- 4 أغسطس – جلان بردون لاعب هوكي جليد كندي.
- 11 أغسطس – جيم كلارك لاعب هوكي جليد كندي.
- 16 أغسطس – جيمس كاميرون مخرج أفلام كندي.
- 22 أغسطس – بيل ديفيس لاعب هوكي جليد كندي.
- 23 أغسطس – جيني إلياس ممثلة كندية.
- 24 أغسطس – آلان ديغل لاعب هوكي جليد كندي.
- 25 أغسطس – جيري هولاند لاعب هوكي جليد كندي.
- 28 أغسطس – سيلفي هينروتين ديسرواسير
- 29 أغسطس – كيم ماكدوغال لاعب هوكي جليد كندي.
- 31 أغسطس – اريك وثر سياسي كندي.

### سبتمبر
- 18 سبتمبر – بروس فورد مُجدّف كندي.
- 18 سبتمبر – ستيفن بينكر عالم نفس، ولغوي، ومؤلف أمريكي.
- 19 سبتمبر – جانيت بيرلمان
- 20 سبتمبر – جون فالنتاين
- 24 سبتمبر – دوين براي لاعب هوكي جليد كندي.
- 30 سبتمبر – ميتش لويس موسيقي كندي.

### أكتوبر
- 4 أكتوبر – بيل أتكينسون لاعب كرة قاعدة كندي.
- 19 أكتوبر – برايان برادلي لاعب هوكي جليد كندي.
- 19 أكتوبر – بوب فيرغسون لاعب هوكي جليد كندي.
- 24 أكتوبر – مايك روجرز لاعب هوكي جليد كندي.
- 26 أكتوبر – ديفيد نايلور طبيب كندي.
- 27 أكتوبر – بيتر دريسكول لاعب هوكي جليد كندي.
- 31 أكتوبر – ديفيد مورس سياسي كندي.

### نوفمبر
- 3 نوفمبر – ديريك سميث
- 4 نوفمبر – غرايم كامبل مخرج أفلام كندي.
- 7 نوفمبر – جاي جافريل كاي
- 7 نوفمبر – غلين خواكيم لاعب كرة قدم كندي.
- 7 نوفمبر – ميشيل دوبويس لاعب هوكي جليد كندي.
- 11 نوفمبر – ميشيل بيرغيرون لاعب هوكي جليد كندي.
- 18 نوفمبر – بوبي موريسي سياسي كندي.
- 20 نوفمبر – باول وونغ فنان كندي.
- 20 نوفمبر – ديريك كيمبل سياسي كندي.
- 20 نوفمبر – فرانك مارينو
- 20 نوفمبر – لويس بوراسا
- 22 نوفمبر – روبرت د. أتكينسون اقتصادي من الولايات المتحدة الأمريكية.
- 24 نوفمبر – مارك أوبري
- 25 نوفمبر – روبرت تشوكيت
- 26 نوفمبر – بوب موراي لاعب هوكي جليد كندي.

### ديسمبر
- 10 ديسمبر – ويد ماكلاكلين
- 13 ديسمبر – آلان دانسيرو مسايف كندي.
- 14 ديسمبر – ستيف ماكلين
- 16 ديسمبر – تيموثي سوليفان ملحن كندي.

## وفيات

### يناير
- 1 يناير – جورج لوفتوس نويز (مواليد 1864) فنان أمريكي.
- 1 يناير – دونكان الكسندر روس (مواليد 1873) سياسي كندي.
- 1 يناير – والاس كرايغ (مواليد 1876) نفساني من الولايات المتحدة الأمريكية.
- 18 يناير – ويليام هنري دنيس (مواليد 1887) سياسي كندي.

### فبراير
- 13 فبراير – أغنيس ماكفيل (مواليد 1890) سياسية كندية.
- 22 فبراير – جورج دوغلاس ستانلي (مواليد 1876) سياسي كندي.

### مارس
- 19 مارس – إيرل هاند (مواليد 1897)
- 20 مارس – تشارلز فيليب فينويك (مواليد 1891)
- 20 مارس – غرانت غوردون (مواليد 1900) لاعب هوكي جليد كندي.
- 24 مارس – أيميه انجلوا (مواليد 1880) سياسي كندي.

### مايو
- 3 مايو – تشارلز دانيال فرينش (مواليد 1884) سياسي كندي.
- 6 مايو – رالف ارين (مواليد 1882) سياسي كندي.
- 18 مايو – هاري هود (مواليد 1926) لاعب كرة قدم كندي.

### يونيو
- 3 يونيو – جون ويليام مالوني (مواليد 1883) سياسي كندي.

### يوليو
- 5 يوليو – غوردون بيفرلي ووكر (مواليد 1891) سياسي كندي.
- 7 يوليو – ألان بار (مواليد 1879) لاعب هوكي جليد كندي.

### أغسطس
- 8 أغسطس – روبرت جيمس وود (مواليد 1886) سياسي كندي.
- 24 أغسطس – روبرت تالبوت (مواليد 1893)

### أكتوبر
- 12 أكتوبر – تشارلز ألبرت بوينتون (مواليد 1867)
- 17 أكتوبر – تشارلز ماسون (مواليد 1880) لاعب هوكي جليد كندي.
- 22 أكتوبر – هاري سكوت (مواليد 1887) لاعب هوكي جليد كندي.
- 29 أكتوبر – توماس مور كوستيلو (مواليد 1883) سياسي كندي.

### ديسمبر
- 8 ديسمبر – جون أ. ويلسون (مواليد 1877) نحات كندي.